# I Общесибирский съезд Советов
I Общесибирский съезд Советов рабочих, солдатских и крестьянских депутатов — съезд представителей Советов рабочих, солдатских и крестьянских депутатов Сибири и Дальнего Востока, состоявшийся 16—23 октября 1917 года в Иркутске.

## История
На съезде присутствовало около 200 (по другим данным 184) делегатов, из которых 64 были большевиками. Председателем съезда был избран большевик А. Окулов.
Съезд обсудил текущий момент; вопросы тактики Советов и обороны Республики; доклады с мест и выборы в Учредительное собрание; рабочий, аграрный, транспортный и продовольственный вопросы; сибирское областничество и оргвопрос.
Съезд постановил о необходимости немедленного перехода власти к Советам. На съезде был избран Центральный исполком Советов Сибири, который возглавил большевик Б. З. Шумяцкий. Съезд также принял обращение к рабочим, солдатам и крестьянам по поводу решений съезда и резолюцию о переходе власти Советам и об образовании Центросибири.
По данным члена Центросибири В. Рябикова первоначально Центросибирь состояла из 13 человек: 5 большевиков, 3 эсера-интернационалиста, 3 правых эсера, 1 меньшевик-интернационалист, 1 меньшевик-оборонец.
В советской историографии I Общесибирский съезд Советов представлялся как знамя возросшего влияния большевиков в массах, как событие, сыгравшее выдающуюся роль в завоевании власти пролетариатом и беднейшим крестьянством. На съезде, как писалось в сборнике документов «Подвиг Центросибири», ведущее положение заняла сильная большевистская группа, которую поддерживали по главным вопросам левые эсеры.
Материалы съезда и информация о нём были опубликованы в газетах «Красноярский рабочий» (17, 22, 24 окт.) и «Знамя революции» (31 окт.).